# 内政局 (琉球政府)
内政局（ないせいきょく）は、琉球政府の行政事務部局のひとつ。内政一般を所管した。
1953年4月1日の機構改革において、総務局や財政局の業務を統合したものである。1961年8月1日に内務局と計画局に分離された。

## 所掌事務
内政局の所掌事務は以下の通りである（1953年4月1日現在）。
- 政府の予算決算並びに税その他財務に関すること
- 市町村行政及び財務に関すること

## 組織
内政局の組織は以下の通りである（1953年4月1日現在）。

### 内部部局
- 庶務課
- 行政課
- 主計課
- 主税課
- 理財課
- 管財課
- 用度課
- 出納課

### 支分部局
- 税関
- 税務署